# Son Misser
Son Misser és una possessió situada a la Marina de Llucmajor, Mallorca, en el Camí de s'Àguila.
Aquesta possessió està situada entre les possessions de Son Marionet, Son Mut Aliardo, Son Misseró i sa Pobla d'en Verdigo. Es troba documentada el 1666 quan fou valorada en 600 lliures. El 1702 pertanyia a Joan Vidal.